# 毛天相
毛天相（1669年10月16日—1710年8月12日），和名池城親方安倚，琉球國第二尚氏王朝政治家、三司官、歌人。毛氏池城殿內第八世。
康熙三十五年（1696年）冬，毛天相以耳目官的身份，與正議大夫鄭弘良（大嶺親方）、都通事程順則等人前往清朝朝貢。康熙三十七年（1698年），為禀報進貢使回國事，毛天相出使薩摩藩。
康熙三十六年（1697年），三司官毛見龍（嵩原親方安依）去世。琉球選舉產生了一名三司官人選，但此人在經過薩摩藩認定之前已經去世，毛天相遂於康熙三十八年八月二十六日（1699年10月18日）繼任三司官。康熙四十九年七月十八日（1710年8月12日）卒，壽四十二。康熙五十三年八月朔日（1714年9月9日），追贈紫地浮織冠。